# Maia McCoy
Pour les articles homonymes, voir McCoy.
Maia Alyse McCoy (née le 9 décembre 1996) est une athlète américano-libérienne, spécialiste des épreuves de sprint.

## Biographie
En 2024, elle remporte deux médailles d'argent lors des Jeux africains d'Accra au Ghana, sur 100 m et au titre du relais 4 × 400 m, puis la médaille d'argent sur 100 m aux Championnats d'Afrique à Douala.

## Palmarès
| Date | Compétition            | Lieu   | Résultat | Épreuve   | Marque  |
| ---- | ---------------------- | ------ | -------- | --------- | ------- |
| 2024 | Jeux africains         | Accra  | 2e       | 100 m     | 11 s 49 |
| 2024 | Jeux africains         | Accra  | 2e       | 4 × 100 m | 44 s 02 |
| 2024 | Championnats d'Afrique | Douala | 2e       | 100 m     | 11 s 16 |
| 2024 | Championnats d'Afrique | Douala | 3e       | 4 × 100 m | 44 s 38 |

## Records
| Épreuve | Marque  | Lieu        | Date            |
| ------- | ------- | ----------- | --------------- |
| 100 m   | 10 s 96 | Eisenstadt  | 23 juillet 2025 |
| 200 m   | 22 s 55 | Gainesville | 18 avril 2025   |